# Bollschweil
Bollschweil là một xã thuộc huyện Breisgau-Hochschwarzwald, Baden-Württemberg, Đức, cự ly khoảng 10 km về phía nam Freiburg. Đô thị này có diện tích 16,43 km², dân số thời điểm 31 tháng 12 năm 2020 là 2312 người.